# Templo de Zeus Olímpico (Agrigento)
El Templo de Zeus Olímpico, llamado también Templo de los Gigantes, Templo B u Olimpeion es un templo griego situado en el conjunto del Valle de los Templos en Agrigento (Sicilia). Es un templo de orden dórico y está considerado como uno de los mayores, en cuanto a sus dimensiones, de la Antigua Grecia. Se comenzó a construir en torno al 480 a. C. y aún no se había finalizado cuando los cartagineses saquearon Agrigento en el 405 a. C., quedando inconcluso.
El edificio estaba compuesto por siete semicolumnas  en su fachada corta y catorce en su lado largo, unidas entre sí por medio de un muro perimetral exterior. El espacio interior estaba dividido en tres naves longitudinales de la misma anchura mediante dos hileras de doce semipilastras cuadradas, alineadas con las semicolumnas del exterior y unidas entre sí por lienzos de muro. Estos dos muros interiores formaban un naos central que se cree que estaba descubierto.
El conjunto incluía una serie de atlantes o figuras masculinas colosales de unos 7,5 metros de altura, con los brazos flexionados hacia atrás por encima del cuello. Probablemente se emplazaban en la parte superior del edificio, simulando la postura de sujetar el entablamento. En la actualidad se exhiben dos de estas figuras, una en el emplazamiento original del templo y otra en el Museo arqueológico de Agrigento.
El edificio está considerado como un templo inusual y atípico debido a sus dimensiones, a la presencia de los atlantes y a otras cuestiones formales todavía no resueltas. Actualmente solo se conserva una gran plataforma de piedra en la cual se amontonan los restos de pilares y bloques de piedra derrumbados. 
El Templo de Zeus Olímpico forma parte del Valle de los Templos, que es la zona arqueológica de Agrigento declarada Patrimonio de la Humanidad por la Unesco desde 1998.

## Historia

Fotografía del templo de Júpiter realizada por Giorgio Sommer hacia 1888. N.º cat.: 8600

Los orígenes del templo de Zeus Olímpico son inciertos, aunque su existencia es conocida principalmente por dos fuentes antiguas, la del historiador griego Polibio en el siglo II a. C. y la de Diodoro Sículo en el siglo I a. C. Polibio lo nombra brevemente en una descripción de Acragante (la actual Agrigento), comentando que: 

«Verdaderamente Agrigento no solo aventaja a las más de las ciudades en lo que hemos dicho, sino en fortaleza, hermosura y construcción de edificios [...] La adornan a más otros soberbios edificios, como templos y pórticos. El templo de Júpiter Olimpio, aunque no compite en magnificencia, a lo menos en arranque y magnitud no cede a ninguno de los de la Grecia.»
Polibio, Historias, libro IX, capítulo VIII.

Según el historiador Diodoro Sículo, el edificio podría haber sido fundado para conmemorar la batalla de Hímera en 480 a. C., en la cual las ciudades griegas de Acragante y Siracusa derrotaron a los cartagineses bajo el mando de Amílcar Barca. De acuerdo con Diodoro, el templo se habría construido empleando mano de obra esclava cartaginesa, probablemente soldados derrotados y capturados durante la batalla. El escritor añade que el edificio permaneció inconcluso debido a la conquista cartaginesa de la ciudad en 406 a. C., tras el sitio de Agrigento.
Sin embargo, las investigaciones recientes ponen en duda esta datación, ya que el templo de Zeus Olímpico difiere del templo de Atenea en Siracusa y del templo de Hímera, ambos realizados tras el acuerdo de paz del 480 a. C. Por lo tanto, no se excluye que el proyecto del templo y el inicio de los trabajos de construcción se iniciasen en una época anterior y se pueda relacionar con el inicio de la tiranía de Terón (488-472 a. C.)
El edificio quedó totalmente destruido a causa de un terremoto ocurrido en 797 según Pablo el Diácono. Finalmente y de acuerdo con el relato del historiador Tommaso Fazello, terminó por derrumbarse el 19 de diciembre de 1401. Los vestigios del peristilo se utilizaron para construir una capilla bizantina. Fue el propio Fazello quien redescubrió las ruinas del templo a mediados del siglo XVI. Entre la Edad Media y el siglo XVIII, sus restos fueron parcialmente utilizados como material de construcción para las actuales ciudades de Agrigento y el puerto de la cercana Porto Empedocle. En 1787, Goethe visitó las ruinas del templo y escribió en su diario Viaje a Italia la siguiente descripción:

«La siguiente parada se dedicó a las ruinas del Templo de Júpiter. Como la osamenta de un gigantesco esqueleto, están diseminadas a lo largo de un amplio espacio [...] En esta pila de escombros toda piedra esculpida ha desaparecido, salvo un colosal triglifo y un fragmento de pilastra redonda de proporciones correspondientes. Traté de abarcarla con los brazos extendidos, pero no pude rodearla. Sin embargo, en cuanto a la acanaladura de la columna, alguna idea puede formarse a partir del hecho de que, introduciéndome en ella como en un nicho, la ocupé por completo y la toqué a ambos lados con mis hombros. Veintidós hombres dispuestos en círculo abarcarían el perímetro de esa columna.»
Johann Wolfgang von Goethe, Viaje a Italia, Tomo 2. Miércoles, 25 de abril de 1787.

Desde comienzos del siglo XIX, se han llevado a cabo numerosas excavaciones y estudios para reconstruir el aspecto original del templo, hasta las más recientes investigaciones encomendadas al Instituto Arqueológico Alemán entre 2000 y 2006.

## Descripción

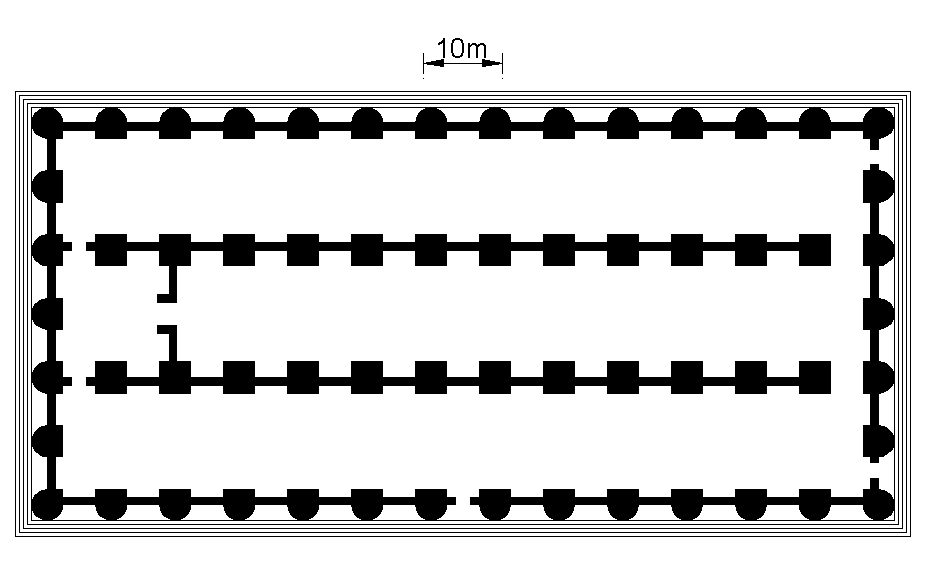
Planta del templo B o templo de Zeus Olímpico (Olimpeion).

Diodoro Sículo describe en su obra las dimensiones del templo y la forma en que fue construido:

«El templo tiene trescientos cuarenta pies de largo y sesenta pies de ancho. Su altura es de ciento veinte pies por encima de los cimientos. Podría ser juzgado como uno de los mayores templos de Sicilia o de fuera de Sicilia debido al tamaño de su planta. Y si la invasión [cartaginesa] no hubiese puesto fin a la construcción, la opción sería obvia. Otros templos se han construido hasta cierta altura con muros simples, otros tienen columnas. Pero este templo combina ambas formas, puesto que las columnas forman parte de los muros. En el exterior son circulares, hacia el interior son rectangulares. Su circunferencia exterior mide veinte pies, [...] y en el interior miden doce pies.»
Diodoro Sículo, Libro XIII, 82, 3-4.

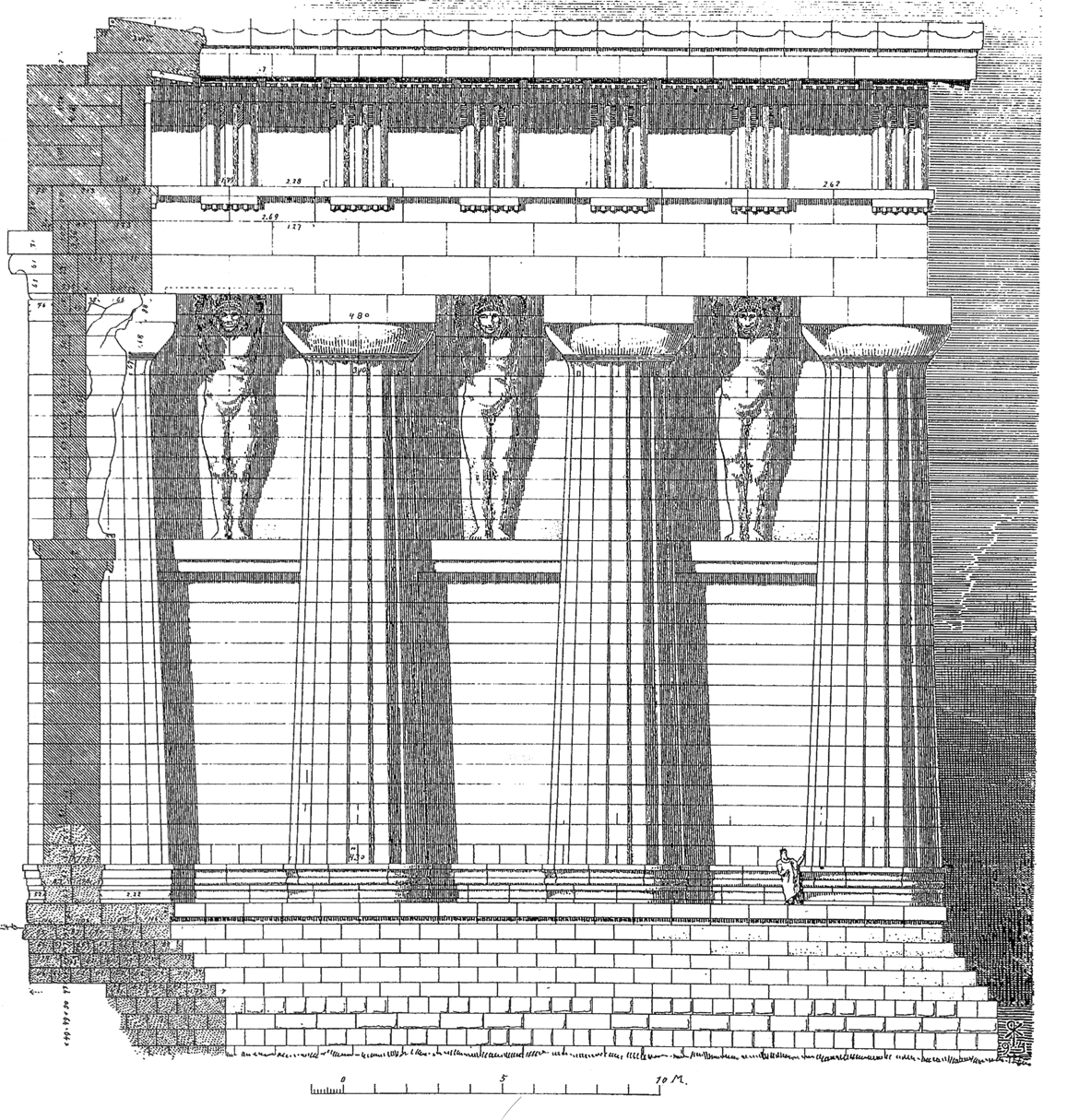
Reconstrucción hipotética del muro exterior del templo.

El templo, cuya estructura todavía se estudia, se alzaba sobre un crepidoma o gran plataforma de cinco escalones, que medía unos 4,5 metros de altura sobre el nivel del suelo. Tenía un estilóbato de 112,70 x 56,30 metros, y una altura total de unos 20 metros. El conjunto del edificio estaba construido con pequeños bloques de piedra, lo cual hace que sus dimensiones globales sean inciertas. Estos pequeños sillares eran fáciles de transportar, lo cual contribuyó a la disgregación del templo. Presenta una pseudoperístasis, es decir, una falsa columnata de semicolumnas perimetrales dispuestas a una distancia uniforme y unidas por un muro continuo. Según Diodoro, las columnas «tenían unas acanaladuras que podían fácilmente alojar a un hombre». No se construyeron con tambores superpuestos sino con mampostería. Las hendiduras en forma de U en los lados de algunas de las piedras grandes sugieren que se habría utilizado un sistema de poleas para colocar las piedras en su lugar.
La fachada frontal del templo tenía siete semicolumnas, una disposición arcaica que impedía la existencia de una puerta central al tener un número par de huecos. Por ello, se supone que el acceso al edificio se produciría a través de dos pórticos situados en las esquinas del lado oriental o bien por el centro de la fachada meridional. Las fachadas longitudinales tenían catorce semicolumnas cada una.
La cella estaba constituida por un muro que conectaba doce pilastras a cada lado. Estaba precedida por un atrio de acceso, el pronaos, y un vano posterior, el opistodomos, delimitados también por tramos de muro. El acceso a la cella se producía a través de un número indeterminado de puertas. El interior estaba inspirado en la arquitectura fenicio-cartaginesa y estaba formado por una inmensa sala dividida en tres naves por medio de dos filas de pilares. La nave central era hípetra, es decir, estaba abierta al aire libre; se piensa que se dejó abierta debido a la dificultad de cubrir una distancia tan grande. Se cree que podrían haber existido ventanas entre las columnas, aunque este hecho no se ha podido confirmar. 

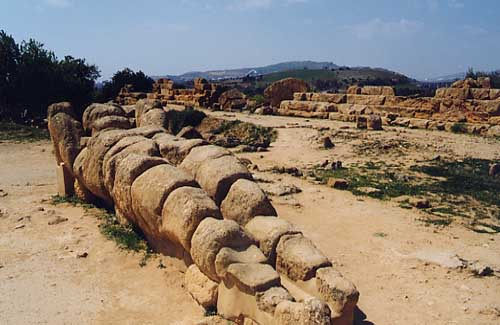
Restos de uno de los atlantes en el área del Olimpeion.

Según la descripción de Diodoro Sículo, los frontones «tenían una longitud y altura extraordinarias» y estaban rematados con esculturas de mármol.  El extremo oriental exhibía una Gigantomaquia, mientras que la fachada occidental representaba la Caída de Troya, de nuevo simbolizando el triunfo griego sobre los rivales bárbaros. Diodoro relata también que «cada héroe estaba cuidadosamente tallado, de forma que podía diferenciarse de los de sus lados».
Frente a la fachada este, a una distancia de unos 50 metros, se erigía un gran altar mayor sobre pilastras. Sus dimensiones eran de 54,50 x 17,50 metros y tenía una escalinata que conducía a una plataforma donde se realizaban sacrificios.

### Atlantes

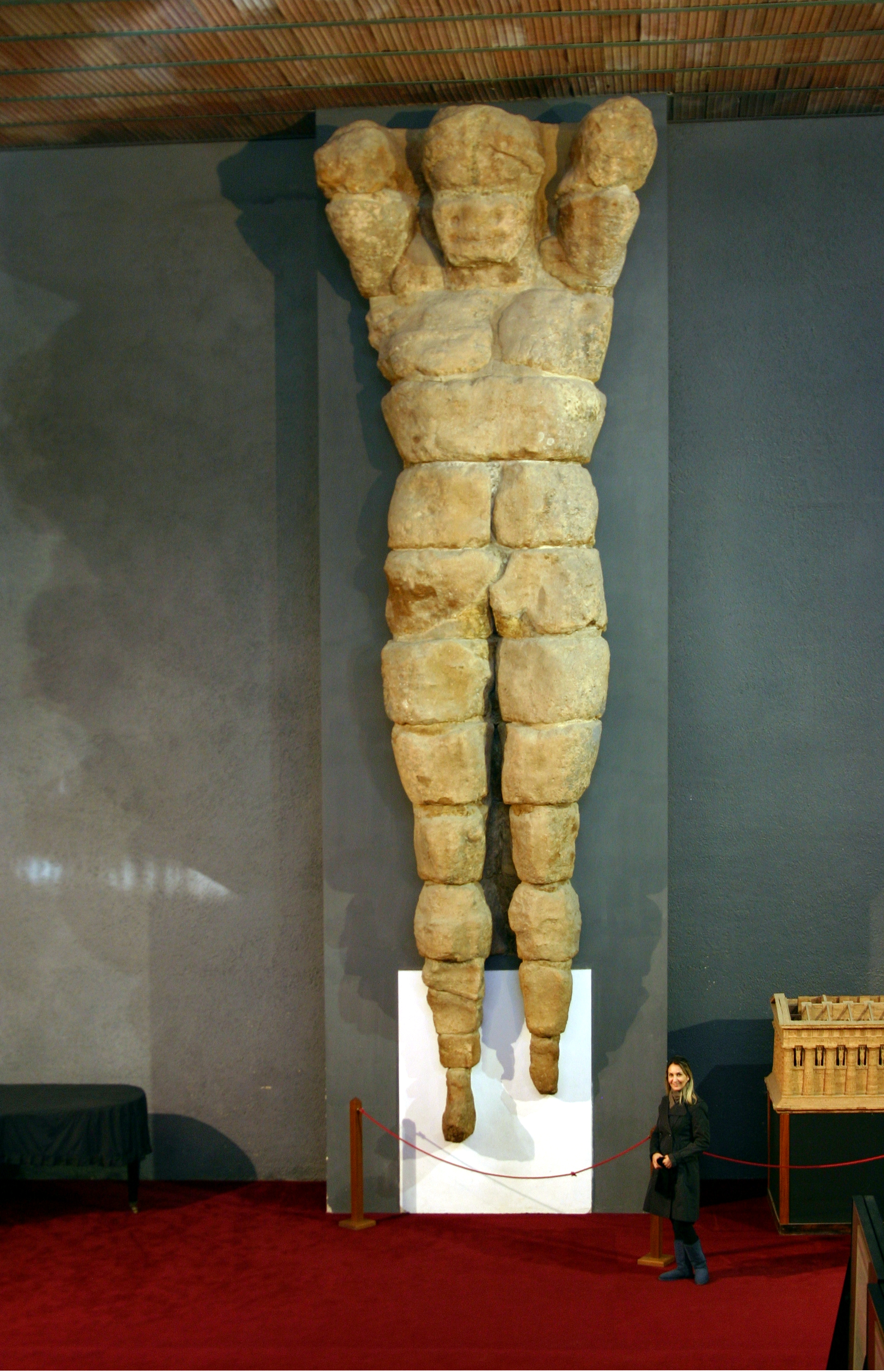
Atlante expuesto en el Museo arqueológico regional de Agrigento.

Al contrario que en otros templos de su época, las columnas exteriores no estaban exentas formando un peristilo independiente, sino que estaban embebidas en un muro continuo, necesario para soportar el inmenso peso del entablamento. Entre las columnas se situaban unos colosales atlantes o esculturas de piedra de cerca de 7,5 metros de altura. Su posición exacta ha sido objeto de debate arqueológico, pero la creencia general es que se erguían sobre una plataforma rehundida en la parte superior del muro exterior, sujetado con sus manos el peso de la parte superior del templo. Parece que estas figuras se habrían alternado entre estatuas con rostros barbudos y afeitados, y se presentarían desnudos, de espaldas al muro y con los brazos cruzados por detrás de sus cabezas.
En 1825, el arqueólogo Raffaello Politi reconstruyó uno de los atlantes caídos, que actualmente se exhibe en el Museo arqueológico de Agrigento, junto a otras tres cabezas que pudieron ser recuperadas. La réplica de otro atlante y los restos de un tercer coloso pueden visitarse en su emplazamiento original entre las ruinas del templo. Los intentos de hacer una reconstrucción detallada del aspecto original de los telamones han fracasado debido a su mal estado, ya que están muy erosionados y han desaparecido todos los pies de las estatuas.
Los atlantes constituyen una característica excepcionalmente inusual y probablemente fuesen únicos en su época. Algunos expertos han interpretado que simbolizaban la esclavitud griega de los invasores cartagineses, o bien les han atribuido influencias egipcias. Joseph Rykwert comenta que «el tamaño completo del templo parece confirmar la reputada extravagancia de los habitantes de Acragas y su gusto por la ostentación.»

## Culto a Zeus
Al oeste del valle de los templos, al final de la vía sagrada de la antigua ciudad se alza una plateia o plataforma dominada por el área del gran Olimpeion. La zona está constituida por un témenos con el gran templo dedicado a Zeus Olímpico, varios santuarios y otras zonas que todavía se están investigando. Las fuentes clásicas mencionan cuatro cultos a Zeus en Acragas, uno de los cuales era el de Zeus Olimpios, habitualmente asociado al templo de Zeus Olímpico.
Recientes estudios han puesto en relieve un aspecto particular del culto que se practicaría en el templo, proveniente quizás de la época arcaica. Se trataría de la adoración a un Zeus ctónico, es decir, el mismo Zeus nombrado en la leyenda de Hesíodo como proveedor de bienes agrícolas, en estrecha relación con Deméter. La naturaleza de este culto estaría relacionada con los santuarios vecinos, de culto demetríaco, y con la propia concepción arquitectónica singular de la cella como una gran sala interior cerrada y compacta. Sin embargo, se desconoce la ubicación exacta que tendría la supuesta estatua de Zeus en el interior de la cella.

## Innovación arquitectónica
En cuanto al estilo, el templo era de orden dórico, pero difería de los cánones de los templos dóricos de su época. Según el experto Joseph Rykwert, está considerado como el templo más grande de Sicilia y de todos los templos dóricos de la antigüedad. Una de las características más llamativas eran los muros de sillares uniendo las semicolumnas dóricas a intervalos regulares, que reemplazaban una columnata tradicional. En el interior, las pilastras dóricas estaban dispuestas como un reflejo de las semicolumnas del exterior, creándose un efecto muy diferente al de un diseño tradicional, debido a la menor entrada de luz natural y aire. Además, el templo estaba formado por 7x14 columnas, cuando un templo dórico convencional tenía 6x13 columnas. El rasgo más distintivo del templo es la existencia de los colosales telemones, que supuestamente estarían situados en la mitad superior de los muros exteriores, entre las semicolumnas. La presencia de estos colosos es única en un templo de estas características. Las propias dimensiones de los atlantes, de unos 7,5 metros de altura, constituyen un hito dentro de la escultura de la antigüedad, no solo en Sicilia sino también en el arte griego de su época.
Se cree que el templo fue construido para emular los grandes templos jónicos de Asia Menor. El arquitecto, en lugar de explorar los límites del orden dórico y de los materiales disponibles, optó por una solución estructural distinta. Así, mientras que el orden todavía es dórico, el peristilo abierto es reemplazado por un muro formado por semicolumnas al exterior y pilastras en el interior. Este edificio supone la aparición por primera vez de la semicolumna en la arquitectura griega monumental.
El estado inacabado del edificio impide el análisis completo de esta innovadora estructura. Sin embargo, el monumento resulta clave para el estudio general de la arquitectura griega que conduciría posteriormente a la época clásica. Además de ello, el templo supone una muestra de la ambición y singularidad de los griegos en Sicilia.